# Amt Bad Bramstedt-Land
Amt Bad Bramstedt-Land er et amt i det nordlige Tyskland, beliggende i den vestlige del af Kreis Segeberg. Kreis Segeberg ligger i delstaten Slesvig-Holsten. Administrationen ligger i byen Bad Bramstedt.

## Geografi
Amtet er beliggende i den vestligste del af Kreis Segeberg og grænser til nabokreisene Steinburg, Rendsburg-Eckernförde og Pinneberg og den kreisfrie by Neumünster.

## Kommuner i amtet
| 1. Armstedt 2. Bimöhlen 3. Borstel 4. Föhrden-Barl 5. Fuhlendorf | 1. Großenaspe 2. Hagen 3. Hardebek 4. Hasenkrug 5. Heidmoor | 1. Hitzhusen 2. Mönkloh 3. Weddelbrook 4. Wiemersdorf |

## Eksterne kilder og henvisninger
- Amt Bad Bramstedt-Land